# Збірна Ізраїлю з баскетболу
Збірна Ізраїлю з баскетболу (івр. נבחרת ישראל בכדורסל) — національна баскетбольна команда, яка представляє Ізраїль в чоловічих турнірах на міжнародній баскетбольній арені. Керуючим органом збірної виступає Федерація баскетболу Ізраїлю.

## Історія
Збірна Ізраїлю дебютувала на чемпіонаті Європи 1953 року в Москві, де вони вийшли з групи на попередньому етапі але у фінальному раунді посіли лише п'яте підсумкове місце. Загалом чоловіча збірна Ізраїлю 29 разів брала участь у чемпіонатах Європи. Найкращим досягненням стало 2-е місце на чемпіонаті Європи 1979 року. В даний час команда займає 36-е місце в світі і 20-е в Європі згідно з рейтингом ФІБА (28 листопада 2017 року).
На чемпіонатах світу ізраїльська збірна виступала двічі в 1954 (8-е місце) і 1986 (7-е місце).
На Олімпійських іграх виступали лише одного разу в 1952 році.

## Досягнення
- Віце-чемпіони Європи (1): 1979.

## Історія виступів

### Літні Олімпійські ігри
| Олімпійські ігри | Олімпійські ігри   | Олімпійські ігри   | Олімпійські ігри   | Олімпійські ігри   |    | Кваліфікаційний турнір | Кваліфікаційний турнір | Кваліфікаційний турнір |
| Рік              | Позиція            | І                  | В                  | П                  | І  | В                      | П                      |                        |
| ---------------- | ------------------ | ------------------ | ------------------ | ------------------ | -- | ---------------------- | ---------------------- | ---------------------- |
| 1948             | не брали участь    | не брали участь    | не брали участь    | не брали участь    |    |                        |                        |                        |
| 1952             | 17-23              | 2                  | 0                  | 2                  |    |                        |                        |                        |
| 1960             | не кваліфікувались | не кваліфікувались | не кваліфікувались | не кваліфікувались | 7  | 3                      | 4                      |                        |
| 1964             | не кваліфікувались | не кваліфікувались | не кваліфікувались | не кваліфікувались | 8  | 4                      | 4                      |                        |
| 1968             | не кваліфікувались | не кваліфікувались | не кваліфікувались | не кваліфікувались | 8  | 3                      | 5                      |                        |
| 1972             | не кваліфікувались | не кваліфікувались | не кваліфікувались | не кваліфікувались | 7  | 4                      | 3                      |                        |
| 1976             | не кваліфікувались | не кваліфікувались | не кваліфікувались | не кваліфікувались | 10 | 4                      | 6                      |                        |
| 1980             | не кваліфікувались | не кваліфікувались | не кваліфікувались | не кваліфікувались | 10 | 6                      | 4                      |                        |
| 1984             | не кваліфікувались | не кваліфікувались | не кваліфікувались | не кваліфікувались | 9  | 3                      | 6                      |                        |
| 1988             | не кваліфікувались | не кваліфікувались | не кваліфікувались | не кваліфікувались | 3  | 1                      | 2                      |                        |
| 1992             | не кваліфікувались | не кваліфікувались | не кваліфікувались | не кваліфікувались | 12 | 5                      | 7                      |                        |
| 1996             | не кваліфікувались | не кваліфікувались | не кваліфікувались | не кваліфікувались |    |                        |                        |                        |
| 2000             | не кваліфікувались | не кваліфікувались | не кваліфікувались | не кваліфікувались |    |                        |                        |                        |
| 2004             | не кваліфікувались | не кваліфікувались | не кваліфікувались | не кваліфікувались |    |                        |                        |                        |
| 2008             | не кваліфікувались | не кваліфікувались | не кваліфікувались | не кваліфікувались |    |                        |                        |                        |
| 2012             | не кваліфікувались | не кваліфікувались | не кваліфікувались | не кваліфікувались |    |                        |                        |                        |
| 2016             | не кваліфікувались | не кваліфікувались | не кваліфікувались | не кваліфікувались |    |                        |                        |                        |
| 2020             | не кваліфікувались | не кваліфікувались | не кваліфікувались | не кваліфікувались |    |                        |                        |                        |
| 2024             | не кваліфікувались | не кваліфікувались | не кваліфікувались | не кваліфікувались |    |                        |                        |                        |
| Разом            | Разом              | 2                  | 0                  | 2                  |    |                        |                        |                        |

### Чемпіонат світу з баскетболу
| Чемпіонат світу з баскетболу | Чемпіонат світу з баскетболу | Чемпіонат світу з баскетболу | Чемпіонат світу з баскетболу | Чемпіонат світу з баскетболу |    | Кваліфікація | Кваліфікація | Кваліфікація |
| Рік                          | Позиція                      | І                            | В                            | П                            | І  | В            | П            |              |
| ---------------------------- | ---------------------------- | ---------------------------- | ---------------------------- | ---------------------------- | -- | ------------ | ------------ | ------------ |
| 1950                         | не кваліфікувались           | не кваліфікувались           | не кваліфікувались           | не кваліфікувались           |    |              |              |              |
| 1954                         | 8-е                          | 8                            | 2                            | 6                            |    |              |              |              |
| 1959–1982                    | не кваліфікувались           | не кваліфікувались           | не кваліфікувались           | не кваліфікувались           |    |              |              |              |
| 1986                         | 7-е                          | 10                           | 5                            | 5                            | 6  | 5            | 1            |              |
| 1990–2014                    | не кваліфікувались           | не кваліфікувались           | не кваліфікувались           | не кваліфікувались           |    |              |              |              |
| 2019                         | не кваліфікувались           | не кваліфікувались           | не кваліфікувались           | не кваліфікувались           | 12 | 5            | 7            |              |
| 2023                         | Майбутнє змагання            | Майбутнє змагання            | Майбутнє змагання            | Майбутнє змагання            |    |              |              |              |
| Разом                        | Разом                        | 18                           | 7                            | 11                           | 18 | 10           | 8            |              |

### Чемпіонат Європи з баскетболу
| Євробаскет | Євробаскет         | Євробаскет         | Євробаскет         | Євробаскет         |                               | Кваліфікація                  | Кваліфікація                  | Кваліфікація |
| Рік        | Позиція            | І                  | В                  | П                  | І                             | В                             | П                             |              |
| ---------- | ------------------ | ------------------ | ------------------ | ------------------ | ----------------------------- | ----------------------------- | ----------------------------- | ------------ |
| 1935       | не кваліфікувались | не кваліфікувались | не кваліфікувались | не кваліфікувались |                               |                               |                               |              |
| 1937       | не кваліфікувались | не кваліфікувались | не кваліфікувались | не кваліфікувались |                               |                               |                               |              |
| 1939       | не кваліфікувались | не кваліфікувались | не кваліфікувались | не кваліфікувались |                               |                               |                               |              |
| 1946       | не кваліфікувались | не кваліфікувались | не кваліфікувались | не кваліфікувались |                               |                               |                               |              |
| 1947       | не кваліфікувались | не кваліфікувались | не кваліфікувались | не кваліфікувались |                               |                               |                               |              |
| 1949       | не кваліфікувались | не кваліфікувались | не кваліфікувались | не кваліфікувались |                               |                               |                               |              |
| 1951       | не кваліфікувались | не кваліфікувались | не кваліфікувались | не кваліфікувались |                               |                               |                               |              |
| 1953       | 5 місце            | 11                 | 7                  | 4                  |                               |                               |                               |              |
| 1955       | Знятий             | Знятий             | Знятий             | Знятий             |                               |                               |                               |              |
| 1957       | Знятий             | Знятий             | Знятий             | Знятий             |                               |                               |                               |              |
| 1959       | 11 місце           | 4                  | 1                  | 3                  |                               |                               |                               |              |
| 1961       | 11 місце           | 7                  | 2                  | 5                  |                               |                               |                               |              |
| 1963       | 9 місце            | 9                  | 4                  | 5                  | Безпосередньо кваліфікувались | Безпосередньо кваліфікувались | Безпосередньо кваліфікувались |              |
| 1965       | 6 місце            | 9                  | 5                  | 4                  | 3                             | 2                             | 1                             |              |
| 1967       | 8 місце            | 9                  | 4                  | 5                  | 3                             | 2                             | 1                             |              |
| 1969       | 11 місце           | 7                  | 1                  | 6                  | 4                             | 3                             | 1                             |              |
| 1971       | 11 місце           | 7                  | 1                  | 6                  | 3                             | 2                             | 1                             |              |
| 1973       | 7 місце            | 7                  | 3                  | 4                  | 11                            | 10                            | 1                             |              |
| 1975       | 7 місце            | 7                  | 5                  | 2                  | Безпосередньо кваліфікувались | Безпосередньо кваліфікувались | Безпосередньо кваліфікувались |              |
| 1977       | 5 місце            | 7                  | 4                  | 3                  | Безпосередньо кваліфікувались | Безпосередньо кваліфікувались | Безпосередньо кваліфікувались |              |
| 1979       | 2                  | 9                  | 5                  | 4                  | Безпосередньо кваліфікувались | Безпосередньо кваліфікувались | Безпосередньо кваліфікувались |              |
| 1981       | 6 місце            | 8                  | 3                  | 5                  | Безпосередньо кваліфікувались | Безпосередньо кваліфікувались | Безпосередньо кваліфікувались |              |
| 1983       | 6 місце            | 7                  | 3                  | 4                  | Безпосередньо кваліфікувались | Безпосередньо кваліфікувались | Безпосередньо кваліфікувались |              |
| 1985       | 9 місце            | 7                  | 3                  | 4                  | Безпосередньо кваліфікувались | Безпосередньо кваліфікувались | Безпосередньо кваліфікувались |              |
| 1987       | 11 місце           | 7                  | 2                  | 5                  | 12                            | 10                            | 2                             |              |
| 1989       | не кваліфікувались | не кваліфікувались | не кваліфікувались | не кваліфікувались | 3                             | 2                             | 1                             |              |
| 1991       | не кваліфікувались | не кваліфікувались | не кваліфікувались | не кваліфікувались | 10                            | 5                             | 5                             |              |
| 1993       | 15 місце           | 3                  | 1                  | 2                  | 6                             | 4                             | 2                             |              |
| 1995       | 9 місце            | 6                  | 2                  | 4                  | 6                             | 5                             | 1                             |              |
| 1997       | 9 місце            | 8                  | 4                  | 4                  | 10                            | 6                             | 4                             |              |
| 1999       | 9 місце            | 6                  | 2                  | 4                  | 10                            | 7                             | 3                             |              |
| 2001       | 10 місце           | 4                  | 1                  | 3                  | 10                            | 8                             | 2                             |              |
| 2003       | 7 місце            | 7                  | 3                  | 4                  | 10                            | 5                             | 5                             |              |
| 2005       | 9 місце            | 4                  | 2                  | 2                  | 12                            | 9                             | 3                             |              |
| 2007       | 11 місце           | 4                  | 2                  | 4                  | 14                            | 9                             | 5                             |              |
| 2009       | 15 місце           | 3                  | 0                  | 3                  | 6                             | 3                             | 3                             |              |
| 2011       | 13 місце           | 5                  | 2                  | 3                  | 8                             | 5                             | 3                             |              |
| 2013       | 21 місце           | 5                  | 1                  | 4                  | 10                            | 6                             | 4                             |              |
| 2015       | 10 місце           | 6                  | 3                  | 3                  | 6                             | 4                             | 2                             |              |
| 2017       | 21 місце           | 5                  | 1                  | 4                  | Господар                      | Господар                      | Господар                      |              |
| 2022       | 17 місце           | 5                  | 2                  | 3                  | 6                             | 5                             | 1                             |              |
| 2025       |                    |                    |                    |                    | 6                             | 5                             | 1                             |              |
| Разом      | Разом              | 199                | 81                 | 118                |                               |                               |                               |              |

- — країна-господар фінального турніру

### Азійські ігри
| Азійські ігри | Азійські ігри | Азійські ігри | Азійські ігри | Азійські ігри |
| Рік           | Позиція       | І             | В             | П             |
| ------------- | ------------- | ------------- | ------------- | ------------- |
| 1966          | 1 місце       | 7             | 6             | 1             |
| 1970          | 2 місце       | 8             | 7             | 1             |
| 1974          | 1 місце       | 6             | 6             | 0             |
| Разом         | —             | 21            | 19            | 2             |